# Lago Suğla
El lago Suğla es un lago de entre 25 y 80 km² situado en la provincia de Konya, en Turquía. Se encuentra a 1.095 m sobre el nivel del mar, rodeado en la zona oeste por los montes Tauro.
Las antiguas zonas húmedas de la parte norte se han convertido en tierras de cultivo. Los ganados pastan por todos sus alrededores.
En 1996, un año especialmente húmedo, se contabilizaron en sus aguas 24.852 aves, ejemplo de su potencial ecológico.
Su entorno se ha dañado seriamente como resultado de una sobreexplotación del agua. En 1996 se puso en marcha un proyecto de aprovechamiento de la zona, con el cual se drenó parte de las tierras circundantes para convertirlas en zonas de cultivo.